# Двадесет четврта изложба УЛУС-а (1957)
Двадесет четврта изложба УЛУС-а (1957) је трајала од 20. октобра до 8. новембра 1957. године. Одржана је у галеријском простору Удружења ликовних уметника Србије односно у Уметничком павиљону "Цвијета Зузорић", у Београду.

## Излагачи

### Сликарство
1. Даница Антић
2. Радомир Антић
3. Милорад Балаћ
4. Боса Беложански
5. Михаил Беренђија
6. Никола Бешевић
7. Олга Богдановић-Милуновић
8. Славољуб Богојевић
9. Слободан Богојевић
10. Вера Божичковић-Поповић
11. Ђорђе Бошан
12. Милена Велимировић
13. Живојин Влајнић
14. Лазар Возаревић
15. Димитрије-Мића Вујовић
16. Живан Вулић
17. Слободан Гавриловић
18. Оливера Галовић-Протић
19. Слободан Гарашанин
20. Слободан-Бодо Гарић
21. Милош Гвозденовић
22. Ратомир Глигоријевић
23. Милош Голубовић
24. Никола Граовац
25. Ксенија Дивјак
26. Мило Димитријевић
27. Дана Докић
28. Славе Дуковски
29. Амалија Ђаконовић
30. Заре Ђорђевић
31. Маша Живкова
32. Јован Зоњић
33. Ксенија Илијевић
34. Божа Илић
35. Спасоје Јараковић
36. Иван Јакобчић
37. Александар Јеремић
38. Гордана Јовановић
39. Милош Јовановић
40. Мирјана Јанковић
41. Љубинка Јовановић-Михаиловић
42. Вера Јосифовић
43. Оливера Кангрга
44. Богомил Карлаварис
45. Милан Керац
46. Милан Кечић
47. Јарослав Кратина
48. Лиза Крижанић Марић
49. Марко Крсмановић
50. Чедомир Крстић
51. Слободанка Кузманић
52. Јован Кукић
53. Александар Кумрић
54. Мајда Курник
55. Гордана Лазић
56. Светолик Лукић
57. Зоран Мандић
58. Милан Маринковић
59. Мома Марковић
60. Радослав Миленковић
61. Душан Миловановић
62. Милан Миљковић
63. Момчило Мирчић
64. Драгутин Митриновић
65. Милорад Михаиловић
66. Мирјана Михаћ
67. Саша Мишић
68. Душан Мишковић
69. Светислав Младеновић
70. Сава Николић
71. Мирјана Николић-Пећинар
72. Владислав Новосел
73. Миливоје Олујић
74. Бранко Омчикус
75. Анкица Опрешник
76. Лепосава Ст. Павловић
77. Споменка Павловић
78. Чедомир Павловић
79. Живка Пајић
80. Слободан Пејовић
81. Јефто Перић
82. Павле Петрик
83. Зоран Петровић
84. Јелисавета Ч. Петровић
85. Милорад Пешић
86. Ђорђе Поповић
87. Милан Поповић
88. Мирко Почуча
89. Божидар Продановић
90. Миодраг Протић
91. Михаило Протић
92. Божидар Раднић
93. Иван Радовић
94. Радмила Радојевић
95. Ђуро Радоњић
96. Милан Радоњић
97. Бошко-Рисим Рисимовић
98. Душан Ристић
99. Слободан Сотиров
100. Десанка Станић
101. Бранко Станковић
102. Боривоје Стевановић
103. Едуард Степанчић
104. Владимир Стојановић
105. Драгослав Стојановић-Сип
106. Рафаило Талви
107. Невена Теокаровић
108. Војислав Тодоровић
109. Александар Томашевић
110. Дмитар Тривић
111. Стојан Трумић
112. Милорад Ћирић
113. Петар Убовић
114. Бранко-Фило Филиповић
115. Коста Хакман
116. Сабахадин Хоџић
117. Антон Хутер
118. Милан Четић
119. Милена Чубраковић
120. Мила Џокић
121. Имре Шафрањ
122. Алексанар Шиверт
123. Мирјана Шипош
124. Милена Шотра

### Вајарство
1. Градимир Алексић
2. Габор Алмаши
3. Борис Анастасијевић
4. Милан Бесарабић
5. Круно Буљевић
6. Вука Велимировић
7. Милан Верговић
8. Војислав Вујисић
9. Матија Вуковић
10. Радмила Граовац
11. Стеван Дукић
12. Олга Ивањицки
13. Никола Јанковић
14. Јелена Јовановић
15. Милован Крстић
16. Мира Летица
17. Мира Марковић-Сандић
18. Франо Менегело-Динчић
19. Периша Милић
20. Небојша Митрић
21. Живорад Михаиловић
22. Божидар Обрадовић
23. Димитрије Парамендић
24. Славка Петровић-Средовић
25. Светомир Почек
26. Екатарина Ристивојев
27. Милош Сарић
28. Драгутин Спасић
29. Ристо Стијовић
30. Војин Стојић
31. Љубица Тапавички-Берберски
32. Михаило Томић
33. Јелисавета Шобер-Поповић